# Pristoceuthophilus
Pristoceuthophilus là một chi côn trùng thuộc họ Rhaphidophoridae do James A. G. Rehn đặt tên vào năm 1903.

## Các loài
Chi này có các loài sau:
- Pristoceuthophilus arizonae Hebard, 1935
- Pristoceuthophilus celatus (Scudder, 1894)
- Pristoceuthophilus cercalis Caudell, 1916
- Pristoceuthophilus gaigei Hubbell, 1925
- Pristoceuthophilus marmoratus Rehn, 1904
- Pristoceuthophilus pacificus (Thomas, 1872)
- Pristoceuthophilus polluticornis (Scudder, 1899)
- Pristoceuthophilus salebrosus (Scudder, 1899)
- Pristoceuthophilus sargentae Gurney, 1947
- Pristoceuthophilus tuberculatus (Caudell, 1908)
- Pristoceuthophilus unispinosus (Brunner, 1888)